# Souimanga olivâtre
Cyanomitra olivacea
Espèce
Statut de conservation UICN

 LC  : Préoccupation mineure
Le Souimanga olivâtre (Cyanomitra olivacea) est une espèce de passereaux de la famille des Nectariniidae.

## Répartition
Son aire s'étend à travers l'Afrique subsaharienne (rare en Afrique australe).

### Sous-espèces
Selon la classification de référence du Congrès ornithologique international (15.1, 2025) il se répartit en onze sous-espèces :
- C. o. guineensis Bannerman, 1921 — de la Casamance et le sud-est du Sénégal au Togo ;
- C. o. cephaelis (Bates, 1930) — du Ghana au Centrafrique et le nord de l'Angola ;
- C. o. obscura (Jardine, 1842) — Bioko et Principe ;
- C. o. ragazzi (Salvadori, 1888) — de l'est de la RDC à l'Éthiopie et nord du Malawi ;
- C. o. changamwensis Mearns, 1910 — du sud de la Somalie au nord-est de la Tanzanie ;
- C. o. neglecta Neumann, 1900 — Kenya et nord de la Tanzanie ;
- C. o. granti Vincent, 1934 — Pemba et Zanzibar ;
- C. o. alfredi Vincent, 1934 — sud de la Tanzanie, est de la Zambie, Malawi et Mozambique ;
- C. o. sclateri Vincent, 1934 — est du Zimbabwe et ouest du Mozambique ;
- C. o. olivacina (Peters, 1881) — sud-est de la Tanzanie, Mozambique et nord-est de l'Afrique du Sud ;
- C. o. olivacea (Smith, 1840) — est de l'Afrique du Sud.

## Habitat
Cet oiseau fréquente divers milieux forêstiers (dont la mangrove), maquis sec, plantations, jardins ruraux.

## Alimentation
Cet oiseau se nourrit d'insectes et du nectar de plantes (e.g. Erythrina, Jacaranda).

## Galerie

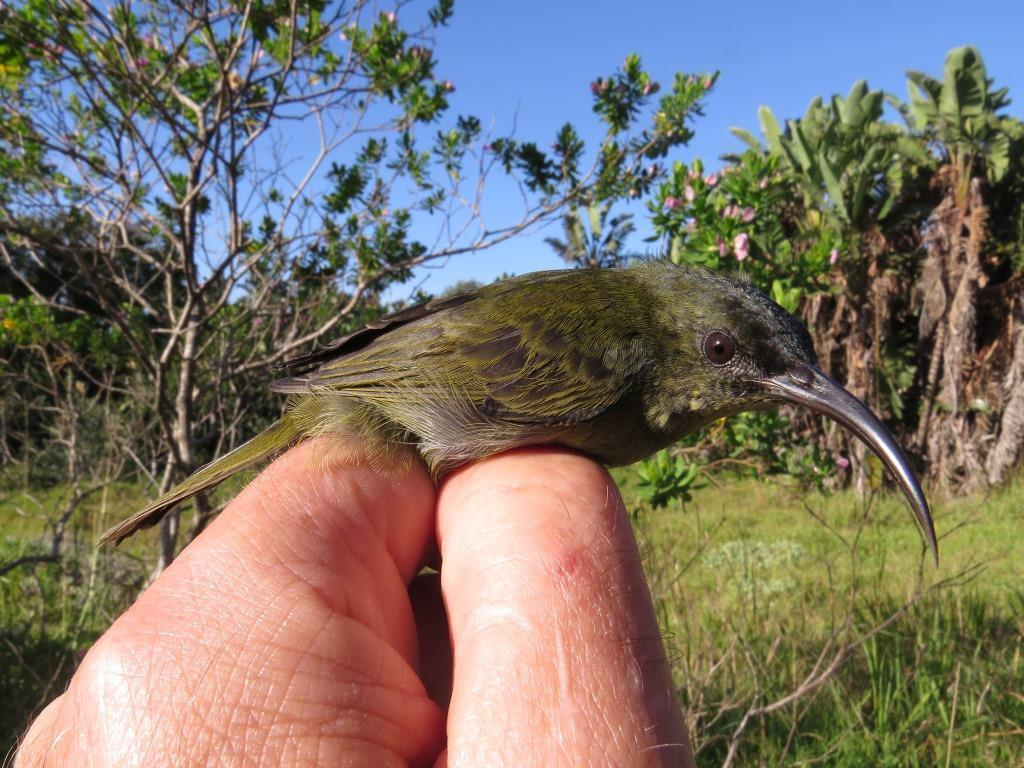
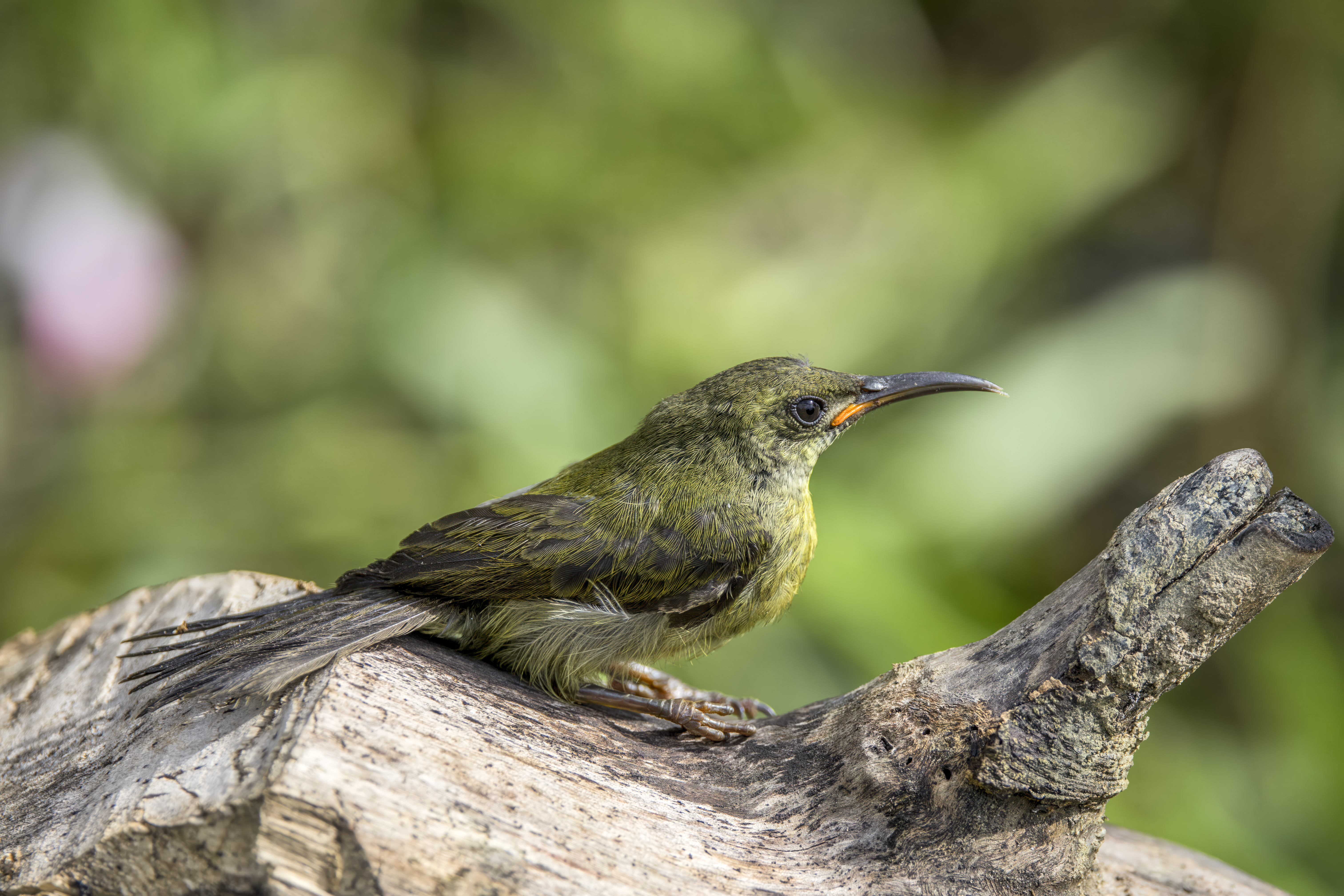
juvénile